# Palaeorhiza papuana
Palaeorhiza papuana là một loài Hymenoptera trong họ Colletidae. Loài này được Meade-Waldo mô tả khoa học năm 1914.